# Руслан и Людмила (балет, 1821)
«Руслан и Людмила, или Низвержение Черномора, злого волшебника» — «большой волшебно-героический балет в пяти действиях», поставленный хореографом А. П. Глушковским на музыку композитора Ф. Е. Шольца по поэме А. С. Пушкина «Руслан и Людмила»; первое сценическое воплощение этого произведения и первая постановка Пушкина на сцене вообще. 
Премьера состоялась на сцене Пашковского театра в Москве 16 декабря 1821 года (оркестр под управлением Ф. Е. Шольца, декорации А. Раслова, костюмы Левизи, Руслан — А. П. Глушковский, Людмила — Т. И.  Глушковская); 2 декабря 1824 года перенесён в Санкт-Петербург, на сцену Большого театра (постановщики Шарль Дидло и Огюст, в бенефис последнего, Руслан — Николай Гольц, Людмила — Авдотья Истомина, волшебница Золмира (тогда же или чуть позднее) — Екатерина Телешева).

## Главные действующие лица
- Людмила
- Руслан, её жених
- Князь, отец Людмилы
- Черномор, волшебник
- Голова
- Злотвора, волшебница
- Добрада, волшебница
- Жрец

Действие первое
«Театр представляет великолепную залу. Князь Киевский ведёт из храма Руслана и Людмилу; послы (казарский, венгерский, черкесский), князья, бояре, воины и народ сопровождают их». Марш. Затем начинаются танцы, «в которых участвует вся свита». На облаке спускается волшебник Черномор. Он уносит потерявшую сознание Людмилу и погружает всех гостей в оцепенение.
«Князь и Руслан подходят к тому месту, где была Людмила, но, не нашед ее, приходят в отчаяние». Марш. Руслан отправляется на поиски супруги. «Лес, с одной стороны — пещера, вдали на горах виден замок Черномора, около его видно множество мёртвых рыцарей, побитых неприятелем, всюду разбросаны копья, мечи, колчаны, щиты, шишаки, конские снаряды, знамёна». Голова сторожит вход в замок. После встречи с Добрадой Руслан сражается с Головой. Туловище и голова распадаются на части, состоящие из лежащих неподвижно артистов. Руслан вступает в бой с воинами — победа над ними открывает ему доступ к Черномору.
Действие второе
Ночь. «Театр представляет сад». Злотвора с Людмилой спускаются на облаке, «вокруг их порхают купидоны». Являются духи, несущие изображение семи планет, разноцветные фонари, факелы, шали, гирлянды, вазы. Пробудившаяся Людмила с изумлением осматривается вокруг. Начинаются танцы, прерываемые выходом Злотворы и Черномора. Людмила осыпает карлу упреками, тот предлагает ей корону, но она «всё отвергает с презрением». Звуки тамтама и трубный глас возвещают приближение противника: это Руслан. Радость Людмилы, бешенство Черномора; волшебник поручает Злотворе спрятать Людмилу, а сам бросается в бой.
Действие третье
«Театр представляет внутренность замка Черномора, посредине стоит трон, украшенный змеями и чудовищами; в разных местах видны жертвенники, подобные украшениям трона, из пастей чудовищ пылают огни; на правой стороне стоит оракул колоссального вида с одним глазом во лбу, держащий свиток, на котором являются предсказания», «видны гробницы и несколько человеческих скелетов». Черномор творит заклинания. В магическом зеркале возникает образ Людмилы; она отвергает страсть Черномора. 
На призыв карлы является Злотвора, по её знаку приносят доспехи и оружие Руслана, которые должны убедить Людмилу в том, что её супруг погиб. Вводят Людмилу. Увидев доспехи Руслана и надпись «Вооружение умерщвлённого Руслана», она теряет сознание. «Придя в себя, Людмила отталкивает волшебника, бежит к ложному вооружению Руслана, развёртывает знамя, целует его и проливает горестные слезы». Удар грома (тамтам); на свитке оракула появляется надпись: «Руслан приближается. Страшись, Черномор». К Людмиле возвращается мужество. 
Злотвора пытается победить Руслана властью обольщения. Она превращает подвластных ей волшебниц в молодых прекрасных дев: одной дает очаровательную лиру, другой — кубок с ядом, третьей — гирлянду».
Действие четвертое
Черномор и Злотвора превращают розовый куст в пещеру, где прячут Людмилу. Звук трубы возвещает приближение Руслана. В саду Черномора его встречают нимфы. Одна из них играет на лире, завлекая Руслана в сад. Она советует Руслану оставить своё оружие и предаться наслаждению. Увидев другую под покрывалом, он подбегает к ней; вторая нимфа подаёт ему очарованный венок и гирлянду, предлагая надеть это украшение вместо шлема и покончить с поисками Людмилы. Всякий раз, как только Руслан уже готов поддаться искушению, раздаётся удар грома и появляется надпись на камне: «Неверный». «Третья нимфа, видя неудачу своих подруг, с большим старанием начинает танцевать и в это время подносит ему кубок, наполненный ядом. Ослепленный красотою, рыцарь хочет исполнить предложение обольстительницы».
Вдруг из кубка нимфы вырывается пламя. Руслан приходит в себя и бросается с оружием на коварных волшебниц. Сад превращается в пустыню, нимфы становятся фуриями, которые набрасываются на витязя. Руслан побеждает в схватке, и тогда начинается его поединок с Черномором. Герой в опасности, и на помощь ему приходит его покровительница — волшебница Добрада. Она низвергает злые силы в преисподнюю. Руслан освобождает Людмилу, супруги улетают на крылатой колеснице Добрады.
Действие пятое
«Театр представляет поляну среди густого леса, посредине виден храм Перуна; жрецы окружают жертвенник; князь Киевский, бояре, народ». Жрец совершает обряд — зажигается священный огонь, слышен удар грома, и на храме появляется надпись: «Руслан и Людмила под моим покровительством».
«Руслан появляется, предшествуемый воинами, позади его идут рыцари; он ведёт за руку Людмилу, которая, увидя своего родителя, бросается в его объятия; князь благодарит Руслана за спасение своей дочери и вторично вручает её руку избавителю; Руслан, принеся благодарность богам, садится с князем и Людмилою на возвышенное место». Большой танцевальный дивертисмент.

## История постановки
«Руслан и Людмила», первая законченная поэма Пушкина, была опубликована в мае 1820 года и привлекла внимание читателей и критиков. Идея поставить по ней балет принадлежала Адаму Глушковскому, обратившемуся с просьбой написать музыку к руководителю и дирижёру Московской труппы императорских театров Фридриху Шольцу; он же осуществил постановку. 
Премьера  состоялась в Москве на сцене Пашковского театра 16 декабря 1821 года. Дирижировал композитор, партию Руслана исполнил сам балетмейстер, партию Людмилы — его супруга, балерина Татьяна Глушковская (1800—1857). На афишах указывалось, что «сюжет взят из известной национальной русской сказки: Руслан и Людмила с некоторыми прибавлениями»; имя Пушкина не упоминалось. 
Либретто, по сравнению с пушкинской поэмой, имело существенные различия в составе персонажей. В балете было более сорока действующих лиц, не считая участников массовых сцен и танцев — в том числе не имевших прямого отношения к сюжету (танцы со шляпами, знамёнами и флагами и многое другое). Действующие лица составили два противоборствующих лагеря. В одном из них — Руслан, Людмила и помогающие им волшебница Добрада и отец Людмилы с его многочисленной свитой и народом. В другом лагере — карла Черномор, его сообщница Злотвора и исполнители их злой воли Змеяна, Зломира, Злослова, Аспирух, Видимор, Лют, Ядомор, Злотвор и Чертовид. Богатырь Руслан в балете становится рыцарем. Также балетмейстер традиционно для балета XVIII—XIX веков прибегает к титрам и использует в «русском» спектакле такие типичные для той эпохи анакреонтические образы, как купидоны и нимфы. 
Сохранив отдельные сюжетные ходы и образы поэмы, Глушковский ввёл эпизоды и сцены, характерные для музыкального театра того времени. Он поставил большой пятиактный спектакль, каждое из действий которого изобиловало сказочными превращениями. Эти превращения и фантастические эпизоды пронизывают всю ткань спектакля. В программе балета, составленной Глушковским, было намечено много волшебных эпизодов, требовавших сложной сценической техники и художественной изощренности: так, «Злотвора, превратясь в карлу Черномора, уносила Людмилу на облаке, окруженном фуриями. Голова, отражая нападение Руслана, превращалась в воинов и двенадцатиглавого змея. Затем на витязя набрасывались адские чудища, вылетавшие из водопада, а красавицы, после тщетной попытки соблазнить его, оборачивались разъярёнными фуриями».
В декабре 1824 года Шарль Дидло и Огюст Пуаро перенесли балет на столичную сцену: спектакль был впервые показан 2 декабря в петербургском Большом театре, в бенефис Огюста. В этой 
постановке партию Руслана исполнял Николай Гольц, партию Людмилы — воспетая Пушкиным Авдотья Истомина (позднее в этой роли среди прочих выступали Варвара Лопухина и Александра Шемаева). На постановку откликнулся офицер гусарского полка Александр Грибоедов, воспев в стихах Екатерину Телешеву, исполнившую роль волшебницы Золмиры: 

О, кто она? — Любовь, харита,

Иль пери для страны иной

Эдем покинула родной,

Тончайшим облаком обвита?

И вдруг — как ветр её полет!

Звездой рассыплется, мгновенно

Блеснет, исчезнет, воздух вьет

Стопою свыше окрыленной…

По традиции того времени, балет шёл в один вечер с другими спектаклями. Так, «Санкт-Петербургские ведомости» от 8 января 1833 года сообщали: «В Большом театре идёт водевиль и одноактная комедия, а в заключении — большой волшебно-героический балет в пяти действиях „Руслан и Людмила, или Низвержение Черномора, злого волшебника“».

## Музыка
Партитура отличалась разнообразием выразительных средств, эффектной инструментовкой, близостью к мелодике бытового романса. Композитор использовал в музыке балета русский песенно-танцевальный фольклор в сочетании с фольклором других народов, включая восточный. Среди танцев были народные венгерский, татарский, польский и др. Использование фольклорных мелодий придали главным темам характерную окраску. 
Точная очерченность тематических линий, присущая всей партитуре, ясно определилась уже во вступлении к балету: «В основе увертюры (allegro moderate) — две темы: первая — танцевальная, оживлённая, и вторая — энергичная, мужественно-подъёмная; первая главенствует, и её естественно связать с женским образом (Людмилы). Тема эта поочередно поручена солирующему кларнету или фаготу, либо дуэту кларнета и фагота в сопровождении струнных. Вторую тему можно истолковать как попытку характеристики Руслана».